# جيش التحرير الفلسطيني
شكل جيش التحرير الفلسطيني ظاهريا كالجناح العسكري لمنظمة التحرير الفلسطينية في قمة جامعة الدول العربية عام 1964 التي عقدت في الإسكندرية بمصر بمهمة محاربة إسرائيل. ولكنه لم يخضع قط لسيطرة منظمة التحرير الفلسطينية، ولكن لسيطرة حكوماته المضيفة المختلفة، وعادة ما تكون سوريا. الجيش نشط فقط في سوريا ويجند اللاجئين الفلسطينيين الذكور.

## تاريخ

### التأسيس
مباشرة بعد قيامها في قمة جامعة الدول العربية عام 1964 بالإسكندرية، كانت منظمة التحرير الفلسطينية (برئاسة أحمد الشقيري آنذاك) تخضع فعليا لسيطرة الدول العربية، وخاصة مصر عبد الناصر. ولن يحصل الفلسطينيون على سيطرة مستقلة على المنظمة حتى انتزعها فصيل فتح الذي يتزعمه ياسر عرفات من الفلسطينيين الذين يدعمهم عبد الناصر في الفترة 1968–1969 عندما فقدت الدول العربية مصداقيتها بخسارتها لحرب الأيام الستة وبدأت المنظمات الفلسطينية المسلحة تكتسب اهمية بسرعة.
وقد تم تنظيم جيش التحرير الفلسطيني في الأصل ليصبح ثلاثة ألوية، سميت باسم المعارك التاريخية:
- عين جالوت، ومقره في غزة، التي تديرها مصر في ذلك الحين.
- القادسية، مقره في الأصل العراق، ولكنه نقل إلى الأردن في عام 1967.
- حطين، ومقره في سوريا.

ويعمل في هذه الألوية اللاجئون الفلسطينيون تحت سيطرة البلدان المضيفة، الذين سيؤدون خدمتهم العسكرية في هذه الوحدات بدلا من القوات المسلحة النظامية للبلدان التي تستضيفهم. ومن الناحية الرسمية، كان جيش التحرير الفلسطيني تحت قيادة الإدارة العسكرية لمنظمة التحرير الفلسطينية، ولكن في الممارسة العملية، لم تتنازل أي من الحكومات المعنية عن السيطرة على الألوية.
في عام 1968، تم إنشاء قوات التحرير الشعبية، المعروفة باسم "لواء اليرموك"، في إطار جيش التحرير الفلسطيني للقيام بأعمال المغاوير ضد القوات الإسرائيلية في قطاع غزة، الذي احتلته القوات الإسرائيلية في العام السابق. وبشكل عام، أحجم جيش التحرير الفلسطيني عن هذا النوع من الأعمال تحت الأرض، بعد أن بني باعتباره شيئا من تحفة عرض عسكري تقليدية.
ضم جيش التحرير الفلسطيني، في جزئه الأكبر، ثماني ألوية يبلغ مجموع قوامها نحو 12,000 من الجنود في الزي العسكري. وكانوا مزودين بأسلحة صغيرة، ومدافع هاون، وقاذفات صواريخ، وحاملات جنود مدرعة من طراز BTR-152، ودبابات من طراز T-34/85. ومع ذلك، لم يتم نشر جيش التحرير الفلسطيني في شكل وحدة قتال واحدة لمنظمة التحرير الفلسطينية، ولكن بدلا من ذلك استخدمت عناصر حجم كتيبة كقوة مساعدة من قبل الحكومات المسيطرة عليه.

### العمليات في الأردن ولبنان
أثناء أيلول الأسود لعام 1970، أرسلت إلى الأردن على عجل دبابات من الجيش السوري أعيد طلائها تحت قيادة جيش التحرير الفلسطيني إلى الأردن لمساعدة رجال حرب العصابات الفلسطينيين ضد القوات المسلحة الأردنية، ربما كان الهدف النهائي هو الإطاحة بالنظام الملكي الأردني. على الرغم من أن الغزو الأولي كان ناجحا، حيث استولت قوات جيش التحرير الفلسطيني على إربد، وأعلنت أنها مدينة "محررة"، تمكن الجيش الأردني في نهاية المطاف من تعطيل الهجوم أثناء القتال العنيف. وبعد ضغوط دولية، وتهديدات بالتدخل من كل من إسرائيل والولايات المتحدة، اضطرت القوات المشتركة بين جيش التحرير والجيش السوري إلى العودة إلى الوراء؛ وهو إحراج سيساهم بشكل كبير في الإطاحة بحكومة صلاح جديد من قبل حافظ الأسد. ويرجع فشل الغزو أيضا إلى حقيقة أن القوات الجوية السورية تحت قيادة الأسد رفضت الدخول في القتال في المقام الأول.
خلال الحرب الأهلية اللبنانية، استخدمت سوريا كذلك جيش التحرير الفلسطينية كقوة بالوكالة، بما في ذلك ضد منظمة التحرير الفلسطينية (ومع ذلك فإن جيش التحرير الفلسطيني أثبت أنه غير جدير بالثقة عندما أمر بمحاربة الفلسطينيين الآخرين، وعانى من الانشقاقات الجماعية). وقد تم تدمير جيش التحرير الفلسطيني بشكل كبير كقوة مقاتلة خلال الغزو الإسرائيلي لجنوب لبنان عام 1982 والذي بدأ حرب لبنان عام 1982. وغادر مقاتلوه في لبنان إلى تونس عندما قامت منظمة التحرير الفلسطينية بإخلاء بيروت في ذلك العام في اتفاق لوقف إطلاق النار برعاية الولايات المتحدة. كما تم نشر جيش التحرير الفلسطيني التابع لمصر في لبنان عام 1976، بعد أن اقترب الزعيم الفلسطيني ياسر عرفات من الرئيس المصري أنور السادات، لإصلاح العلاقات التي دمرتها محاولات السادات لصنع السلام مع إسرائيل. ومع ذلك، فإن الوحدات المصرية لم تثبت قط أهميتها بقدر أهمية جيش التحرير الفلسطيني التابع لسوريا الذي تم نشره بالكامل.

### الحرب الأهلية السورية
أصبح العديد من جنود جيش التحرير الفلسطيني في مصر والأردن بعد ذلك جوهر الحرس الوطني للسلطة الوطنية الفلسطينية بعد توقيع اتفاقيات أوسلو عام 1993 عندما سمح لهم بدخول الأراضي الفلسطينية لشغل مواقع في الأجهزة الأمنية بالسلطة الوطنية الفلسطينية.
لا يزال جيش التحرير الفلسطيني التابع لسوريا نشطا، وتم تنسيقه بشكل وثيق مع فصيل الصاعقة التابع لمنظمة التحرير الفلسطينية الذي تسيطر عليه سوريا، على الرغم من أن أهمية الاثنين قد تضاءلت على مر السنين. فقد أعيد بناء جيش التحرير الفلسطيني ولا يزال الفلسطينيون في سوريا يجندون لأداء خدمتهم العسكرية في صفوفه. على الرغم من أنه يعمل بالكامل من قبل الفلسطينيين، فإنه لا يزال خارج سيطرة منظمة التحرير الفلسطينية، وهو في الواقع مدمج في الجيش السوري. ومع ذلك، يشكل كيانا مستقلا، وينظم في بعض الأحيان تجمعات موالية للحكومة احتفالا بالالتزام السوري بالقضية الفلسطينية. ومع اندلاع الحرب الأهلية السورية، انحاز جيش التحرير الفلسطيني إلى جانب الحكومة وبدأ في القتال ضد المعارضة السورية. وشارك جيش التحرير الفلسطيني، بقيادة اللواء محمد طارق الخضراء، في حملات في محافظات ريف دمشق ودرعا والقنيطرة. وفي أوائل عام 2015، أعدم العديد من ضباط ومقاتلين من جيش التحرير الفلسطيني لرفضهم القتال ضد المتمردين في درعا. وقتل ما يقرب من 228 مقاتلا من جيش التحرير الفلسطيني في المعركة بحلول سبتمبر 2017؛ وكان أحد أعلى الضحايا رتبة عميد، وهو أنور السقا.

## ثبت المراجع
- Shlaim، Avi (2008). Lion of Jordan. لندن، نيويورك, etc.: دار بنجوين للنشر.

## مزيد من القراءة
- Yezid Sayigh, 'Escalation or Containment? Egypt and the Palestine Liberation Army, 1964–67,' المجلة الدولية لدراسات الشرق الأوسط، Vol. 30, Issue 1, 1998, pp97–116.
- Hillel Frisch, The Palestinian Military: Between Militias and Armies (Middle Eastern Military Studies) – 30 March 2008 (ردمك 978-0415609425)

## وصلات خارجية
- PLA at Global Security
- Palestine Liberation Army leader Yasser ARAFAT نسخة محفوظة 2 نوفمبر 2012 على موقع واي باك مشين.